# Kattenberg (Oirschot)
Kattenberg is een buurtschap in de Nederlandse provincie Noord-Brabant, die zich bevindt op 1 km ten westen van Spoordonk nabij het dal van de Beerze.

## Toponymie
Hoewel de diernaam kat voor de hand ligt en ook waarschijnlijk is, zijn ook andere interpretaties mogelijk. De kat kan mogelijk ook als toverdier (heks, zie ook spookdier) worden geïnterpreteerd. Een gelijknamige buurtschap treft men aan nabij Kasterlee.

## Geschiedenis
De buurtschap wordt in middeleeuwse bronnen niet als gehucht of herdgang genoemd maar komt wel voor op 16e-eeuwse kaarten, zodat ze vermoedelijk omstreeks 1500 als ontginningsnederzetting is ontstaan. Het is dan een straat met een aantal boerderijen erlangs. Ook nu is dit nog het geval.

## Trivia
Het nieuwe natuurgebied Kattenbergs Broek is naar deze buurtschap genoemd, evenals een viaduct in de nabijgelegen Rijksweg 58.